# Pregnenolon

Schéma produkce pregnenolonu z cholesterolu a další jeho metabolity

Pregnenolon je hormon, který je základem hormonů jako je progesteron, estrogen, testosteron, DHEA, kortizol a aldosteron. Je syntetizován z cholesterolu.